# 수전 엘드리지
수전 엘드리지(Susan Eldridge, 1979년 10월 7일 ~ )는 미국의 모델이다.